# TLC (band)
 For alternative betydninger, se TLC. (Se også artikler, som begynder med TLC)
TLC er en amerikansk R&B-gruppe, der blev dannet i 1991 af de tre sangerinder Tionne "T-Boz" Watkins, Lisa "Left Eye" Lopes og Rozonda "Chili" Thomas. Navnet er dannet af initialerne i de tre sangeres kunstnernavne, men kan også henvise til "Tender Loving Care". Gruppen har selv ved flere lejligheder joket med at navnet skulle stå for "Titty Less Crew".[kilde mangler]
Gruppen havde sin storhedstid i 1990'erne, hvor de fik en stribe hits med velproduceret R&B-sange, hvoraf flere nåede toppen på hitlister over hele verden. Det gælder blandt andet "Creep", "Waterfall", "No Scrubs" og "Unpretty". Gruppen modtog også flere Grammy Awards. Med den oprindelige gruppesammensætning udgav TLC tre album, men i forbindelse med indspilningen af FanMail i 1999 opstod der uenigheder mellem de tre medlemmer, og resultatet blev, at Lopes efter en turne i kølvandet på albummets udgivelse, forlod gruppen til fordel for en solokarriere.
I forbindelse med det efterfølgende album var Lopes vendt tilbage til TLC, men inden indspilningerne til albummet var afsluttet, omkom Lopes i en bilulykke i 2002. De to øvrige overvandt chokket og afsluttede arbejdet med albummet, der kom til at hedde 3D, med assistance fra andre sangere som Missy Elliott og Timbaland. De to tilbageværende medlemmer fortsatte nu på lidt lavere blus samarbejdet, men sluttede det i 2005.
Gruppens debutalbum Ooooooohhh... On the TLC Tip blev udgivet i februar 1992 og blev en stor succes med over 6 millioner solgte eksemplarer. De tre første singler ("Ain't 2 Proud 2 Beg" #6, "Baby-Baby-Baby" #2 og "What About Your Friends" #7) kom alle ind på US Billboard Hot 100.
På verdensplan har gruppen solgt mere end 65 millioner albums.
I 2009 blev det bekendtgjort, at Watkins og Thomas planlægger at gendanne gruppen.

## Diskografi
- Ooooooohhh... On the TLC Tip (1992)
- CrazySexyCool (1994)
- FanMail (1999)
- 3D (2002)
- TLC (2017)